# Finlands Idrott
Finlands Idrott  (FI) r.f. (finska: Suomen Liikunta ja Urheilu) var en paraplyorganisation för hela idrottsrörelsen i Finland. Förbundets kansli låg i Västra Böle i Helsingfors.

## Historik
Förbundet bildades 1993 sedan den finländska idrottsrörelsen strukturerades om. Vid omstruktureringen lades Finlands Riksidrottsförbund ned och samtidigt förlorade Arbetarnas Idrottsförbund i Finland, Finlands Bollförbund och det svenskspråkiga förbundet Finlands Svenska Idrott (f.d. CIF) sin status som egen centralorganisation.
Finlands Idrott upplöstes officiellt den 31 december 2013 . Som efterföljare till Finlands Idrott bildades redan den 9 juni 2012 en ny centralorganisation vid namn Valo, Finlands Idrott (förkortat: Valo) (finska: Valo, Valtakunnallinen liikunta- ja urheiluorganisaatio). Den nya idrottsorganisationen inledde sin verksamhet från och med den 1 april 2013, det vill säga ett år innan dess föregångare upplöstes officiellt. Den nya paraplyorganisationen lyckades dock inte överta alla stora rikstäckande idrottsförbund från dess föregångare, bland annat ishockey, basket och fotboll.

## Syfte
Finlands Idrotts främsta uppgift var att främja den finländska idrottsrörelsens verksamhetsbetingelser.

## Medlemsförbund
- 15 distriktsidrottsförbund
- 74 specialidrottsförbund
- 7 handikappförbund
- 8 finlandssvenska idrottsförbund (svenskspråkiga)
- 1 Arbetarnas Idrottsförbund i Finlandinl
- 4 skolelev- och studerandes idrottsförbund, 2 motionsförbund, Finlands Olympiska Kommitté, Finlands Paraolympiska Kommitté och förbundet Nuori Suomi)
- 11 stödmedlemmar

## Finlands Idrotts ordförande
Idrottsorganisationen hade följande fyra ordföranden:
- Martin Saarikangas 1993 – 1997
- Kyösti Vesterinen 1998 – 1999
- Carl-Olaf Homén 2000 – 2003
- Timo Laitinen 2004 – 2012